# LADY BiRD
LADY BiRD（レディバード）は渋谷CLUB ATOMのDJ、dj TENとKAZUHISA HIROTAからなる日本の音楽プロデューサー音楽ユニットである。 所属レコード会社はアリオラジャパン。

## 概要
dj TENとKAZUHISA HIROTAの2人で数年かけて築きあげてきたクラブサウンドのアイデンティティ、ノウハウを更に進化させ、クラブ×J-POPをボーダレス、シームレスに高次元で融合させたサウンドを提供していくことが活動のコンセプト。 

### ユニット名の由来
ユニット名の『LADY BiRD』は英語で「てんとう虫」を意味し、古くからヨーロッパでは、“てんとう虫が身体に止まると幸せがやってくる”という言い伝えがある。
dj TENの名前を使って、コンセプトに合うものはないかと模索していた時に生まれたユニット名。「音楽を通じて幸せを運ぶ手伝いをできれば」または、「曲を通じて皆それぞれが幸せを感じ、その幸せを運んでいき、更に周りが幸せになってくれたら」、「皆がLADY BiRD（幸せを運ぶ使者）」という意味を込めてユニット名が決定した。

## メンバー
- dj TEN（1980年2月14日 - ）
- KAZUHISA HIROTA（1979年12月28日 - ）

## ディスコグラフィー

### インディーズ

#### アルバム
1. TEN colors -interior house-（2007年12月19日[1]）
  1. colors
  2. SEXi for…
  3. Diverse Pigment
  4. Acescence
  5. SAX Drive
  6. Iris
  7. MaGICAL FLIGHT (LADY BiRD MIX)

### メジャー

#### シングル
1. Sweet Song / LADY BiRD feat. ソンイ[2]（2009年2月25日）
  1. Sweet Song
  2. Bitter Chocolate
  3. Sweet Song (DJ KAYA Remix)
  4. Sweet Song (LADY BiRD Club Mix)
  5. Sweet Song (Inst)
  6. Bitter Chocolate (Inst)
2. きっと…サヨナラ / LADY BiRD feat. サラ[3]（2009年8月26日）
  1. きっと…サヨナラ
  2. 愛するひとに 愛されたい
  3. きっと…サヨナラ (Instrumental)
  4. 愛するひとに 愛されたい (Instrumental)
3. 東京は夜の七時[4] / LADY BiRD feat. yula.（2010年7月7日）
  1. 東京は夜の七時
  2. 東京は夜の七時 (LADY BiRD Club Mix)
  3. 東京は夜の七時 (Electro Remix)
  4. 東京は夜の七時 (Trance Remix)
  5. Sweet Song (LADY BiRD Club Mix) / LADY BiRD feat. ソンイ
  6. きっと…サヨナラ (LADY BiRD 125 Re-Make) / LADY BiRD feat. 加賀美セイラ
  7. LADY BiRD 7` Non Stop Mix / LADY BiRD

#### アルバム
1. STYLiST（2010年8月4日）
  1. 東京は夜の七時 / LADY BiRD feat. yula.
  2. FANTASY / LADY BiRD feat. 市瀬亜耶
  3. Color of Heart / LADY BiRD feat. yula.
  4. きっと…サヨナラ / LADY BiRD feat. サラ
  5. 君じゃなきゃダメなのに / LADY BiRD feat. yula.
  6. Get Up / LADY BiRD feat. LiZ
  7. I got it / LADY BiRD feat. 市瀬亜耶
  8. Sweet Song / LADY BiRD feat. ソンイ
  9. レインボー★ルーム / LADY BiRD feat. 市瀬亜耶
  10. DANCING QUEEN[5]  / LADY BiRD feat. 加賀美セイラ
  11. Never Land
  12. The Music Bird / LADY BiRD feat. 市瀬亜耶

## テレビ番組
- 歌スタ!!（日本テレビ）
- 音楽戦士 MUSIC FIGHTER（日本テレビ、2009年8月24日）
- Mライブ（TBS、2009年8月25日）
- ハッピーMusic（日本テレビ、2010年7月16日）
- あいまいナ!（TBS、2010年7月23日）